# Turul Franței 2014
Turul Franței 2014 este cea de-a 101-a ediție a Turului Franței ce se desfășoară între 5-27 iulie 2014.

## Traseul
Pentru această ediție au fost programate 21 de etape.

## Echipe participante
Au fost invitate cele 18 echipe de ProTur, dar și alte 4 echipe, în total 22 echipe.
- Ag2r-La Mondiale
- BMC Racing Team
- Cofidis†
- Giant-Shimano
- Lotto-Belisol
- Orica-GreenEDGE
- Team NetApp-Endura†
- Trek Factory Racing
- Astana
- Bretagne-Séché Environnement†
- FDJ.fr
- IAM Cycling†
- Movistar Team
- Team Europcar
- Team Sky
- Belkin Pro Cycling
- Cannondale
- Garmin-Sharp
- Lampre-Merida
- Omega Pharma-Quick Step
- Team Katusha
- Team Tinkoff-Saxo

## Etapele programate
| # | Dată    | Start                  | Sosire                    | Km    | Tip etapă | Tip etapă               | Câștigător            |
| - | ------- | ---------------------- | ------------------------- | ----- | --------- | ----------------------- | --------------------- |
| 1 | 5 iulie | Leeds                  | Harrogate                 | 190.5 |           | Etapă plată             | Marcel Kittel (GIA)   |
| 2 | 6 iulie | York                   | Sheffield                 | 201   |           | Etapă valonată          | Vincenzo Nibali (AST) |
| 3 | 7 iulie | Cambridge              | Londra                    | 155   |           | Etapă plată             | Marcel Kittel (GIA)   |
| 4 | 8 iulie | Le Touquet-Paris-Plage | Lille                     | 163.5 |           | Etapă plată             |                       |
| 5 | 9 iulie | Ypres                  | Arenberg Porte du Hainaut | 155.5 |           | Etapă plată (cu pavate) |                       |

## Evoluția clasamentelor
| #                 | Câștigător            | Clasament general     | Clasament pe puncte | Cel mai bun cățărător | Cel mai bun tânăr | Clasament pe echipe | Combativitate    |   |   |  |
| ----------------- | --------------------- | --------------------- | ------------------- | --------------------- | ----------------- | ------------------- | ---------------- | - | - |  |
| 1                 | Marcel Kittel (GIA)   | Marcel Kittel (GIA)   | Marcel Kittel (GIA) | Jens Voigt (TFR)      | Peter Sagan (CAN) | Team Sky            | Jens Voigt (TFR) |   |   |  |
| 2                 | Vincenzo Nibali (AST) | Vincenzo Nibali (AST) | Peter Sagan (CAN)   | Cyril Lemoine (COF)   | Peter Sagan (CAN) | Team Sky            | Blel Kadri (ALM) |   |   |  |
| 3                 | Marcel Kittel (GIA)   | Vincenzo Nibali (AST) | Peter Sagan (CAN)   | Cyril Lemoine (COF)   | Peter Sagan (CAN) | Team Sky            | Jan Bárta (TNE)  | - | 4 |  |
| 5                 |                       |                       |                     |                       |                   |                     |                  |   |   |  |
| Clasamente finale |                       |                       |                     |                       |                   |                     |                  |   |   |  |